# إدموند إف. أوكونور
إدموند إف. أوكونور (بالإنجليزية: Edmund F. O'Connor)‏ هو ضابط أمريكي، ولد في 31 مارس 1922 في فيتشبورغ في الولايات المتحدة، وتوفي في 20 سبتمبر 2016 في ملبورن في الولايات المتحدة.